# RAF-2203
RAF-2203 Latvija (ros. РАФ-2203 Латвия, RAF-2203 Łatwija) – rodzina samochodów użytkowych produkowanych w latach 1976–1991 w ZSRR, a następnie do 1997 roku na Łotwie, przez łotewskie zakłady RAF. Podstawową wersją nadwozia był mikrobus do przewozu osób; budowano także sanitarki i inne wersje specjalistyczne (noszące odrębne oznaczenia), a pod koniec produkcji także nieliczne furgony i lekkie ciężarówki.

## Historia powstania
Głównym producentem mikrobusów w ZSRR była państwowa fabryka RAF w Rydze, w ówczesnej Łotewskiej SRR. Już w 1963 roku podjęto tam prace nad następcą modelu RAF-977, początkowo oznaczonym RAF-982. Konstrukcja i wygląd nowego modelu się zmieniały – pierwotnie opracowano prototyp z nadwoziem z włókna szklanego, lecz po odsunięciu od władzy Chruszczowa, prace nad materiałami tego typu w ZSRR uległy zahamowaniu i powrócono do klasycznego stalowego nadwozia. Dalsze prace w fabryce RAF powierzono dwóm zespołom konstrukcyjnym. Prototyp RAF-982-1 opracowany przez zespół A. Mejzisa przedstawiał dość konserwatywną konstrukcję o ciężkim wyglądzie, przypominającym pojazdy amerykańskie, z krótką wysuniętą maską silnika i przednią osią przed kierowcą. Drugi prototyp RAF-982-2 zespołu A. Bergsa z 1968 roku miał futurystyczne mocno przeszklone nadwozie, o ostrych liniach, aczkolwiek zachował przednią oś pod kierowcą, jak RAF-977, niekorzystną z uwagi na jej nadmierne obciążenie. Autorem stylistyki był plastyk Artur Ejsert. Model ten był promowany przez dyrekcję zakładów, mającą nadzieję na uzyskanie decyzji władz o rozbudowie fabryki w celu produkcji nowoczesnego samochodu. Tak też się stało i w 1971 roku ministerstwo przemysłu samochodowego wybrało do produkcji drugi model oraz zdecydowało o rozbudowie fabryki RAF. Nowy, nowocześnie wyposażony zakład zbudowano w Jełgawie. W tym samym czasie prowadzono prace, wespół z instytutem NAMI, nad ulepszeniem projektu i dostosowaniem go do produkcji. Stylistyka samochodu stała się mniej awangardowa, lecz zachowano ogólną sylwetkę prototypu i dużą, pochyloną przednią szybę.
Samochód skierowano do produkcji pod oznaczeniem RAF-2203, według nowego systemu oznaczeń samochodów w ZSRR. Poszczególne wersje otrzymywały inne numery, zgodne z tym systemem. Pierwszy samochód seryjny wyprodukowano w grudniu 1975, a masowa produkcja rozpoczęła się w lutym 1976. Podobnie, jak poprzedni model RAF-977, nowy samochód otrzymał łotewską nazwę: Latvija, oznaczającą: „Łotwa” (zapisywaną w cyrylicy: Латвия i stąd transkrybowaną na język polski jako Łatwija), a potocznie również nazywany był „Rafik”. Osobliwością wśród radzieckich samochodów było to, że samochody RAF nosiły znak fabryczny i nazwę Latvija napisane literami alfabetu łacińskiego (używanego dla języka łotewskiego), zamiast urzędowej cyrylicy. Specjalnie dla nowego modelu zaprojektowano nowy znak firmowy, przedstawiający stylizowaną sylwetkę mikrobusu z wpisanymi literami RAF.

## Opis modelu

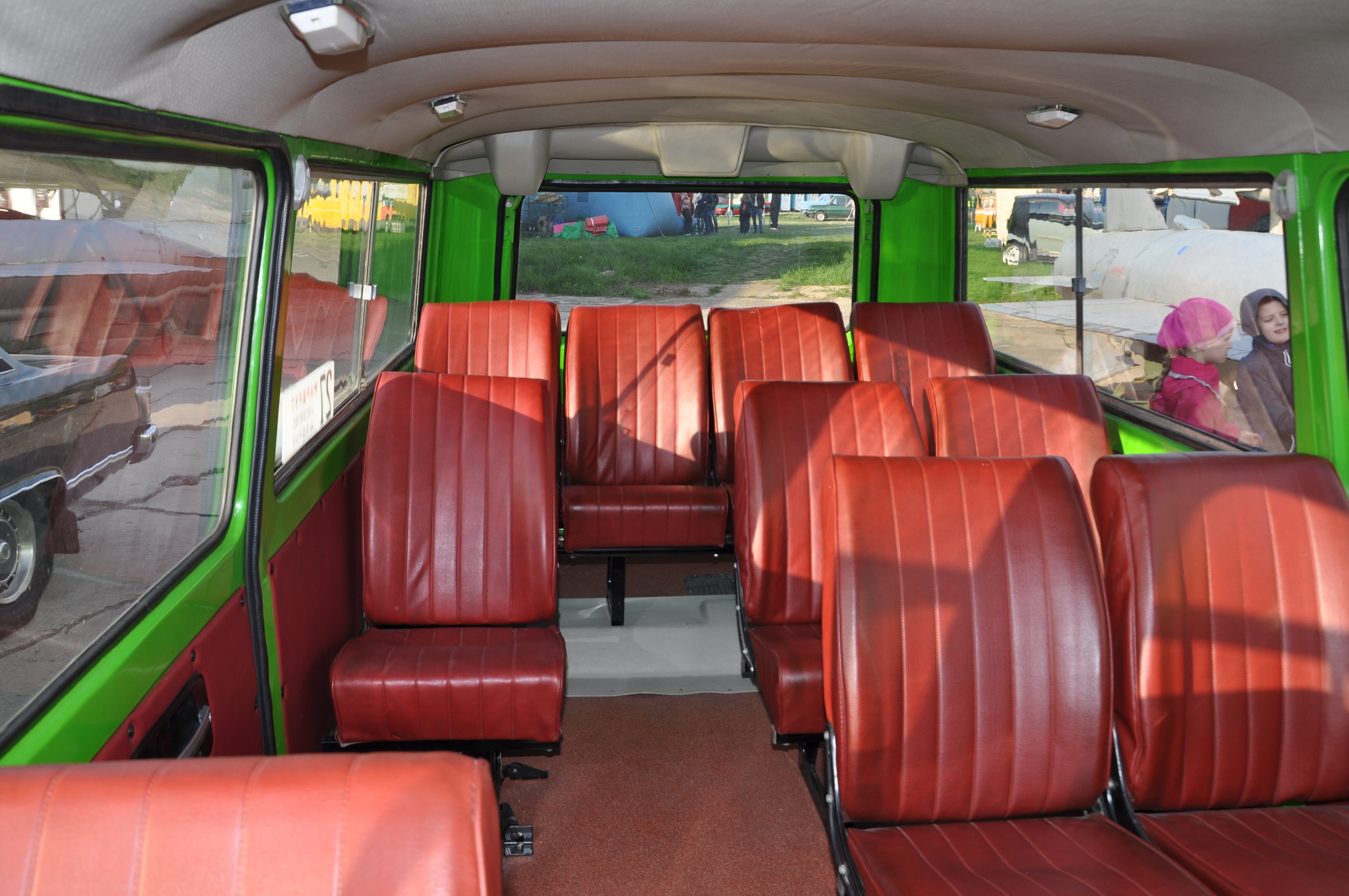
Kabina pasażerska RAF-2203

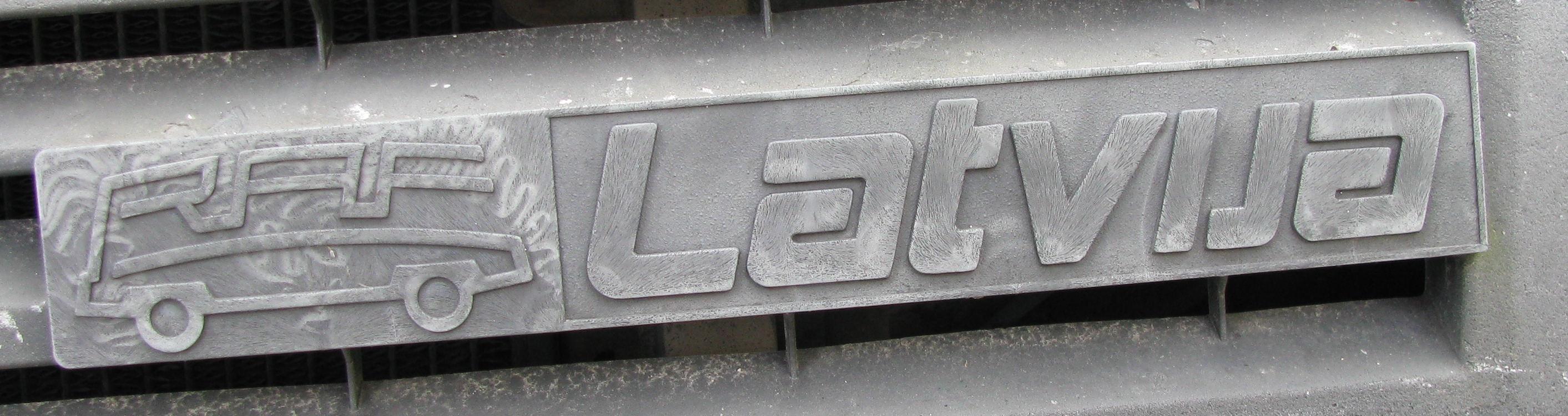
Emblemat RAF Latvija na RAF-22038

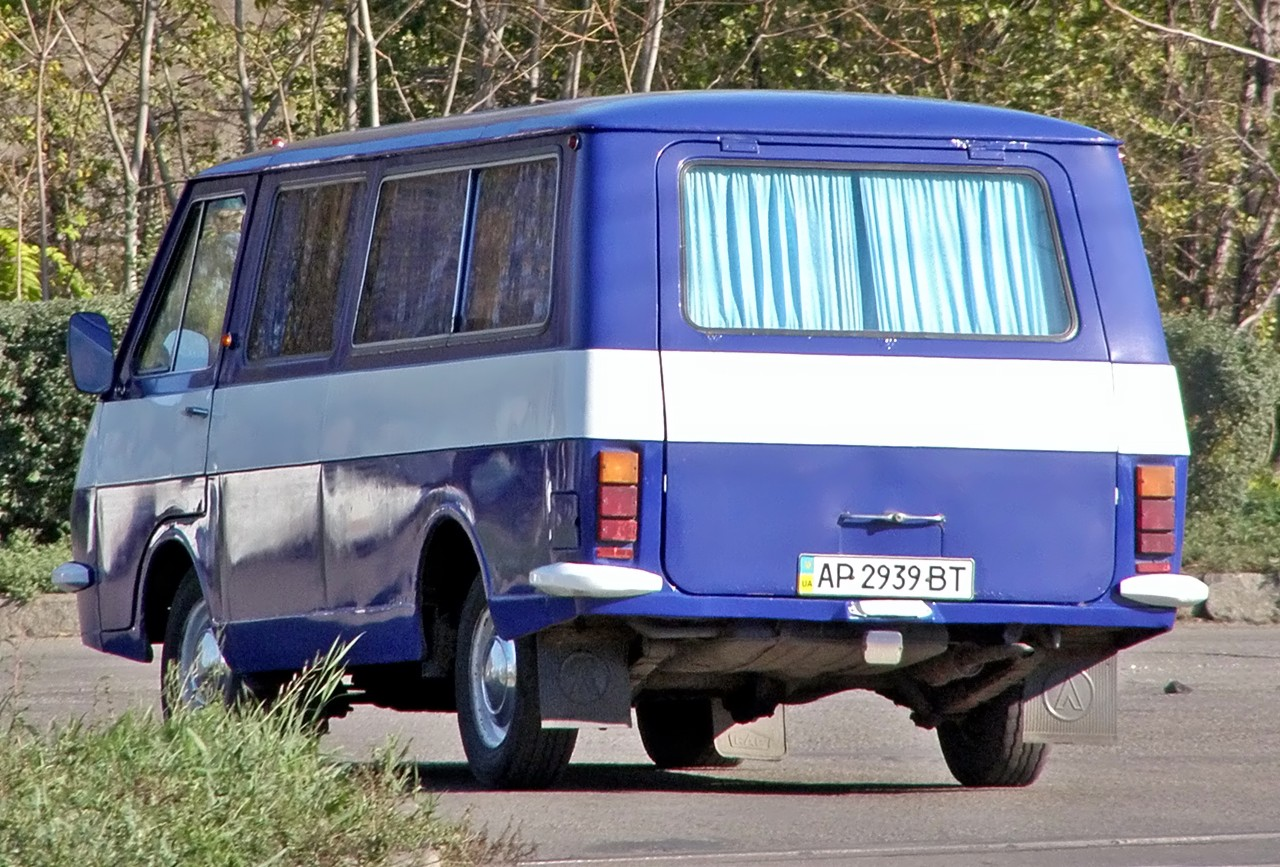
RAF-2203 od tyłu

Podstawową wersją nadwoziową był mikrobus 2203, przewożący 11 pasażerów na trzech rzędach indywidualnych foteli i jednym miejscu z przodu obok kierowcy. Nadwozie było samonośne, miało dwoje drzwi dla kierowcy i pasażera z przodu, duże prostokątne drzwi do przedziału pasażerskiego po prawej stronie, otwierane do przodu, oraz drzwi z tyłu do przedziału bagażowego. Klapa tylna była unoszona (w wersji 2203 i pochodnych na wałkach skrętnych, w zmodernizowanej wersji 22038 na zewnętrznych zawiasach i siłownikach). Silnik, umieszczony pomiędzy kierowcą a pasażerem, był przykryty osłoną – dostęp do niego był tylko z wnętrza samochodu. Krótka otwierana maska umożliwiała dostęp m.in. do zbiorników płynów eksploatacyjnych. System hamulcowy był dwuobwodowy. Koło zapasowe było przewożone w przedziale bagażowym pod prawą ścianą.
Samochód wykorzystywał szereg podzespołów osobowej Wołgi GAZ-24, jak silnik benzynowy (w zmodyfikowanej wersji ZMZ-2203) o pojemności 2,45 l i mocy 95 KM, skrzynia biegów, mechanizm kierowniczy, tablica przyrządów (stosowana od 1977 roku do końca lat 80.). Część podzespołów była unifikowana z innymi modelami, np. tylne resory pochodziły od GAZ-13 Czajki, a tylne światła z indywidualnymi kloszami były zaadaptowane przez późniejsze radzieckie autobusy. Narożne kierunkowskazy i osobne światła pozycyjne z przodu, pod reflektorami, także pochodziły z Wołgi – od 1980 roku zastąpiono je przez małe kierunkowskazy, a światła pozycyjne zintegrowano z reflektorami.
Samochód był bezpieczniejszy i wygodniejszy od RAF-977 oraz zabierał o jedną osobę więcej. Większa szerokość, obniżony środek ciężkości i nowsze zawieszenie powodowały większą stabilność i wygodę. Z drugiej strony, nadwozie miało wciąż niewielką sztywność i krótką strefę zgniotu z przodu, co zwiększało ryzyko obrażeń na przednich siedzeniach w stosunku do innych konstrukcji. Przeciążenie przedniej osi i ogólnie słaba konstrukcja samonośnego nadwozia powodowały natomiast, że samochody te dość szybko zużywały się i wymagały remontów, szczególnie przy intensywnej eksploatacji.

## Produkcja i modernizacje

### Podstawowa rodzina
Wielkoseryjna produkcja samochodów rodziny RAF-2203 trwała od 1976 roku i rocznie produkowano ich ok. 15 000. Podstawowym modelem był mikrobus RAF-2203, używany masowo m.in. w roli „marszrutek” – taksówek zbiorowych poruszających się po wyznaczonej trasie w miastach ZSRR. W tym celu opracowano też specjalną wersję RAF-22032.

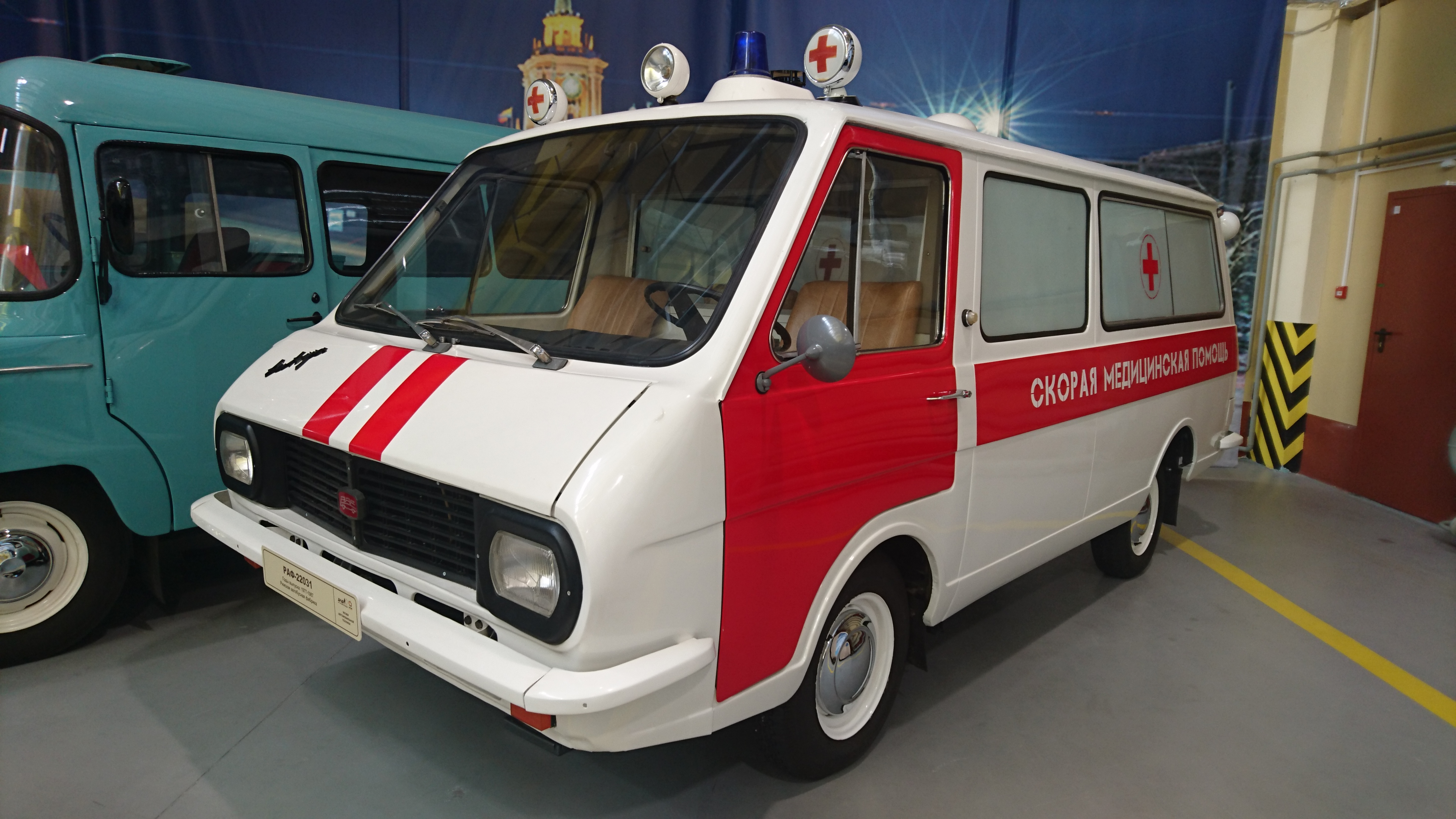
Karetka pogotowia RAF-22031

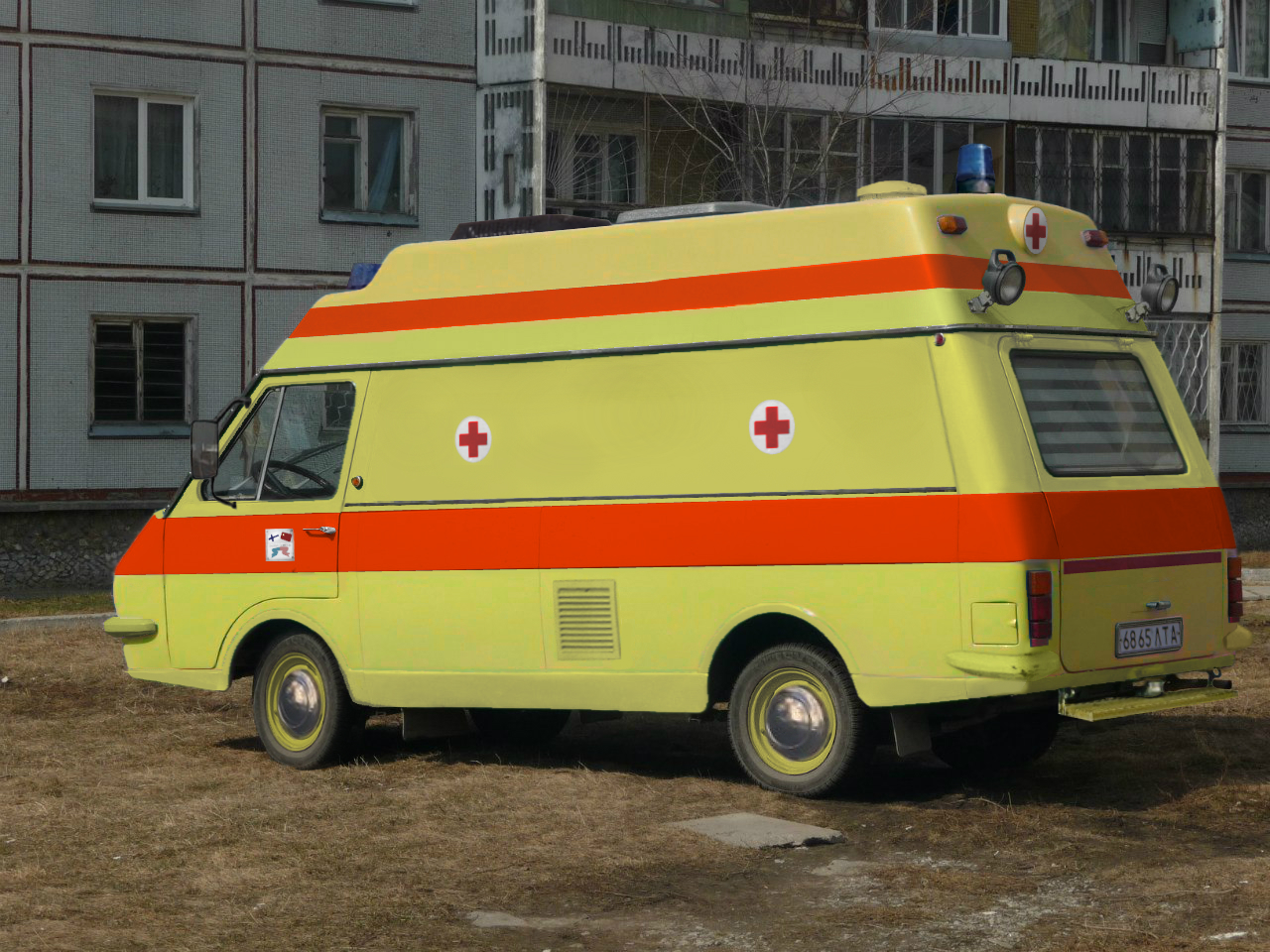
Karetka reanimacyjna RAF-Tamro

Drugą co do liczebności wersją samochodu był ambulans RAF-22031. Oprócz wyposażenia medycznego, wyróżniał się oświetleniem na dachu – w standardowym wykonaniu: jednym niebieskim światłem błyskowym, reflektorami – szperaczami z przodu i z tyłu oraz dwoma reflektorami z podświetlanym znakiem czerwonego krzyża z przodu dachu. Wersja ta miała oszklenie, jak w mikrobusie, tylko szyby w tylnej części były mleczne. Od 1979 roku budowano także karetki reanimacyjne, wyposażane przez fińską firmę Tamro, lecz były one mniej liczne z uwagi na wysoką cenę bogatego wyposażenia. Wyróżniały się z zewnątrz podwyższonym dachem i brakiem szyb z tyłu, bogatszym oświetleniem, a także kolorystyką (żółto-czerwone, w miejsce standardowych biało-czerwonych).
Spośród innych modyfikacji, wyróżniał się operacyjno-sztabowy samochód pożarniczy RAF-22034, służący do dowodzenia akcją gaśniczą, wyposażony m.in. w różne środki łączności i przedział sprzętowy z tyłu. Samochody tego typu powstawały w ramach konwersji pozafabrycznej. Nietypowym wariantem był opancerzony bankowóz RAF-Labbe, opracowany na zamówienie radzieckie w 1986 przez francuską firmę Labbe i następnie zbudowany przez nią na bazie RAF-2203 w liczbie 62 egzemplarzy. Przedni most w tej wersji stosowano od furgonu Mercedes-Benz 408, lecz konstrukcja była przeciążona i nie była udana.
Szczególne zastosowanie dla samochodów rodziny RAF-2203 wiązało się z Olimpiadą 1980 roku w Moskwie, na potrzeby której zbudowano 156 samochodów w siedmiu specjalnych wersjach (opisanych dalej), oraz 55 zmodyfikowanych samochodów 2203 dostosowanych do ciągnięcia przyczep z łodziami. Wśród nich znajdowały się m.in. samochody sędziowskie, samochody do eskorty biegaczy z ogniem olimpijskim i samochody w wersji pick-up do serwisowania rowerów.

### Modernizacja

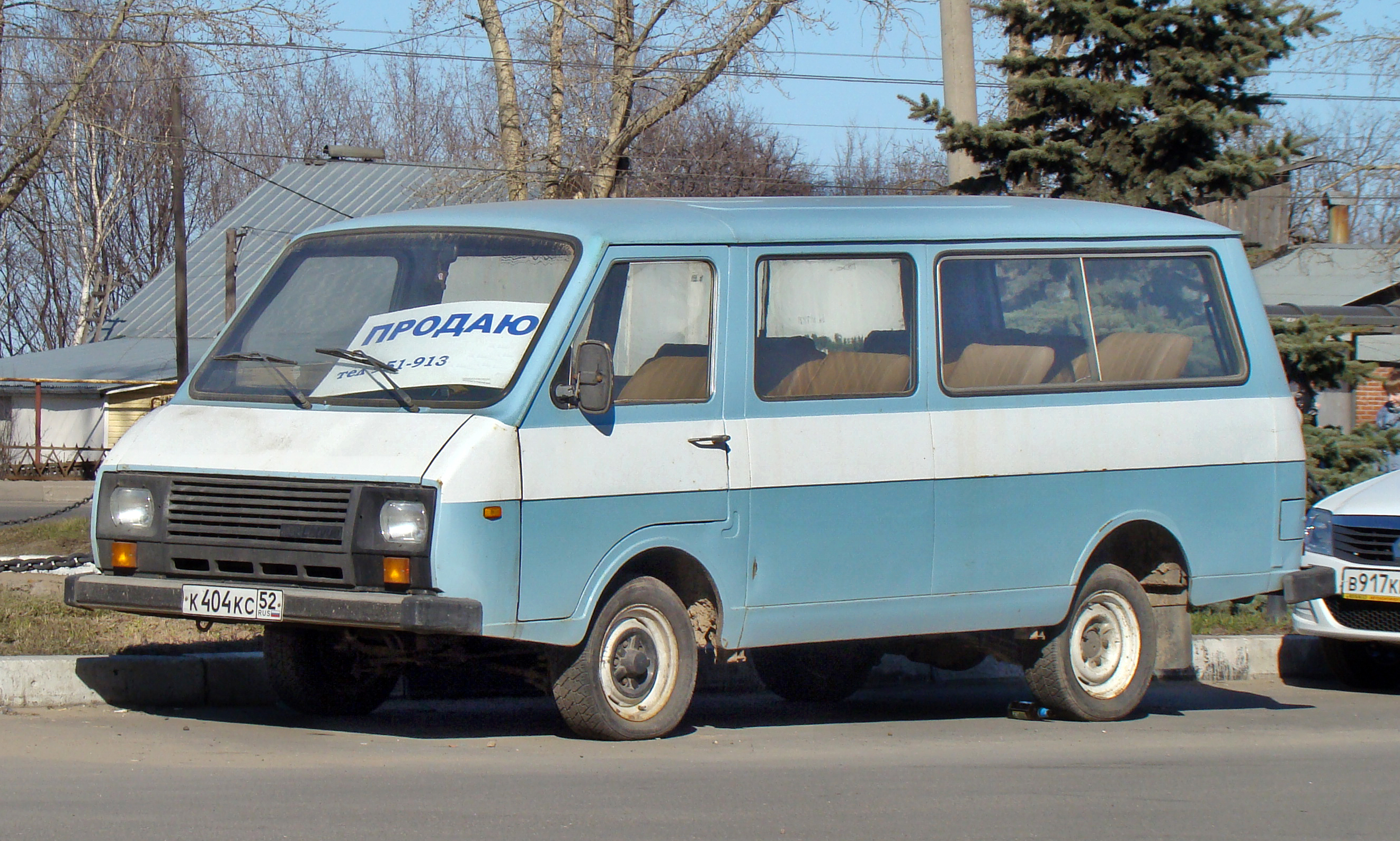
Zmodernizowany RAF-22038

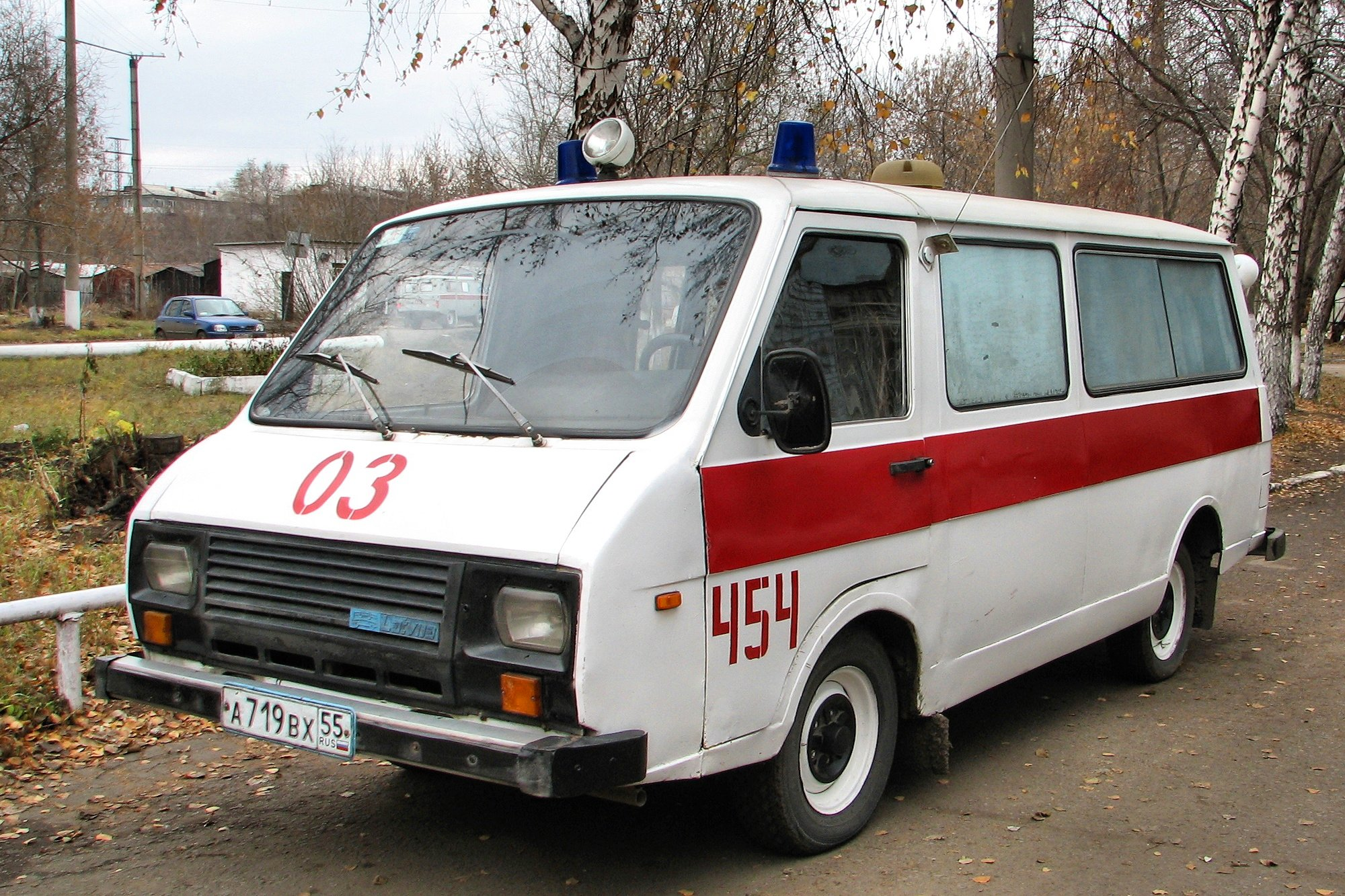
Karetka pogotowia RAF-2915-02

W latach 80. widoczna stała się potrzeba modernizacji samochodu, szczególnie w zakresie wzmocnienia nadwozia. Zmodernizowany model zaprezentowano już na wystawie w 1984 roku, lecz wdrożenie go do produkcji znacznie się przeciągnęło. Dopiero od 1987 roku model 2203 został zastąpiony przez przejściowy RAF-2203-01, z częściowo wzmocnionym nadwoziem, aluminiowymi energochłonnymi zderzakami i zmodernizowanym silnikiem ZMZ-402.10 o mocy 98 KM. Jego produkcję zakończono w 1992 roku. W 1989 roku rozpoczęto produkcję docelowej zmodernizowanej wersji bazowej RAF-22038. Cechowała się ona wzmocnionym nadwoziem wyposażonym m.in. w niską przegrodę usztywniającą między przedziałem kierowcy a pasażerskim, silnikiem ZMZ-402.10 i hamulcami tarczowymi na przedniej osi. Wersja ta wyróżniała się z zewnątrz nowym pasem przednim z czarną plastikową lekko nachyloną atrapą chłodnicy obejmującą zarówno reflektory jak i kierunkowskazy pod nimi, oraz nowymi czarnymi klamkami z mniej wystającym przyciskiem. Zmieniono także wystrój wnętrza i zastosowano wyższą, bardziej ergonomiczną deskę przyrządów i plastikową osłonę silnika. Zmieniono mocowanie tylnych drzwi na zewnętrzne zawiasy i wprowadzono luk wentylacyjny w dachu, stanowiący także wyjście awaryjne. Zmodernizowany ambulans otrzymał oznaczenie RAF-2915 lub RAF-2914 w wersji reanimacyjnej z podwyższonym o 40 cm dachem (uproszczonej w stosunku do RAF-Tamro).
W latach 90., po rozpadzie ZSRR, fabryka RAF znalazła się na niepodległej Łotwie. Podobnie jak inne poradzieckie zakłady, musiała konkurować na wolnym rynku, w zmienionej sytuacji ekonomicznej, zamieniona w 1991 roku w spółkę akcyjną. Zakłady usiłowały rozszerzyć gamę komercyjnych modeli samochodu i stworzono między innymi 1-tonową lekką ciężarówkę skrzyniową, z jednorzędową (RAF-33111) lub dwurzędową kabiną (RAF-3311) oraz furgon RAF-2920. Powstanie tych wersji wiązało się z pewnymi trudnościami, związanymi z koniecznością adaptacji samonośnego nadwozia samochodu i nie były one szczególnie udane, chociaż przez pewien czas nie miały większej konkurencji w tej klasie ze strony samochodów produkowanych w państwach poradzieckich. Wadą samochodu w nowych warunkach okazał się brak silnika wysokoprężnego (już w 1985 roku testowano silnik Peugeot, lecz samochody nie były w nie wyposażane z powodu konieczności ich importu z zachodu). Popyt w latach 90. utrzymywał się głównie na karetki pogotowia, eksportowane do Rosji i Ukrainy, lecz był on niestabilny. Problemy ekonomiczne, spotęgowane przez pogorszenie relacji między Rosją a Łotwą i pojawienie się udanego taniego rosyjskiego samochodu tej klasy GAZ Gazela, spowodowały ostatecznie zaprzestanie produkcji i upadek zakładów RAF w 1997 roku.

## Wersje
- RAF-2203 – bazowa wersja 12-osobowego mikrobusu (1975-1987)
- RAF-2203-01 – przejściowa wersja pasażerska częściowo zmodernizowana (1987-1992)[14]
- RAF-2203-02 – przejściowa wersja pasażerska na gaz z 1988 roku[14]
- RAF-2203-21 – zmodernizowana wersja pasażerska z dachem podwyższonym o 40 cm, z lat 90. (małoseryjna)[14]
- RAF-22031 – ambulans
- RAF-22031-01 – ambulans odpowiadający przejściowej wersji RAF-2203-01[14]
- RAF-Tamro – karetka reanimacyjna na bazie podstawowej wersji wyposażana przez firmę Tamro, z podwyższonym dachem (od 1979)
- RAF-22032 – specjalna wersja „marszrutki” (taksówki zbiorowej), z siedzeniami wzdłuż ścian i silnikiem na gorszą benzynę A-76[10]
- RAF-22033 – samochód operacyjny milicji i inspekcji ruchu drogowego (GAI) (modyfikacja pozafabryczna) – prototyp wyposażony był w dalmierz i urządzenia do fotografii stereoskopowej[10]
- RAF-22034 – operacyjno-sztabowy samochód pożarniczy (modyfikacja pozafabryczna)
- RAF-22035 – ambulans do przewozu krwi (małoseryjny)[10]
- RAF-22036 – samochód inspekcji ruchu drogowego połączony z ambulansem, dla pomocy ofiarom wypadków (nie wszedł do produkcji)[10]
- RAF-22038 – zmodernizowana wersja bazowa mikrobusu (1989-1997)[18]
- RAF-22039 – zmodernizowana wersja „marszrutki” z lat 90. (małoseryjna)[9]

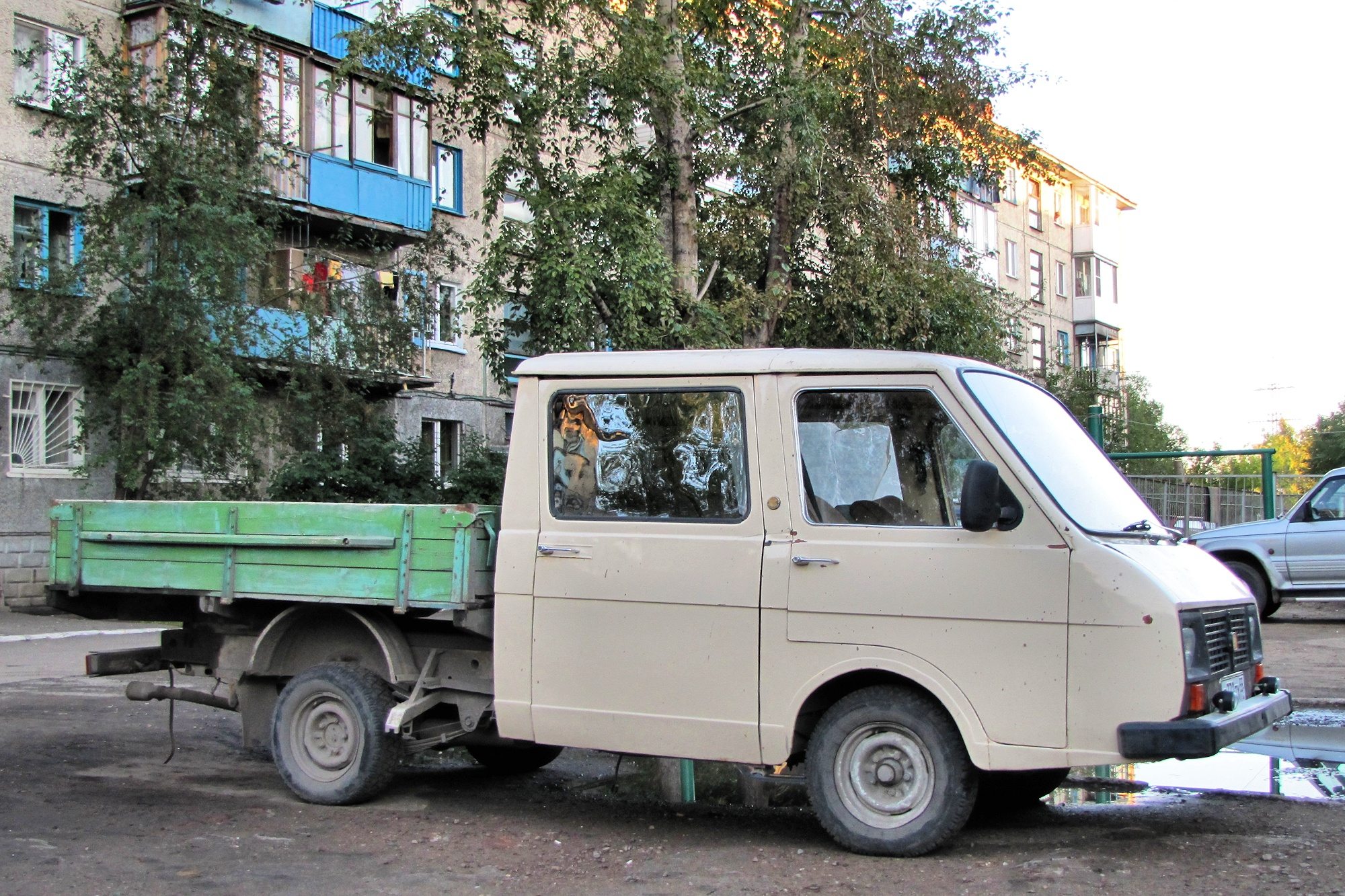
RAF-3311

- RAF-2912 – samochód-laboratorium kryminalistyczne milicji[19]
- RAF-2914 – karetka reanimacyjna oparta na zmodernizowanej wersji 22038, z lat 90, z podwyższonym o 40 cm dachem[14]
- RAF-2915 – karetka oparta na zmodernizowanej wersji 22038, produkowana w latach 90. w kilku wariantach[18]
- RAF-2920 – furgon produkowany w latach 90., oparty na ciężarówce 3311[18]
- RAF-2926 – ambulans do transportu zwłok, oparty na ciężarówce z długą kabiną (wyprodukowano 21 w 1996 r. dla departamentu zdrowia Moskwy)[18]
- RAF-3311 – lekka ciężarówka skrzyniowa nośności 1 tony, z długą kabiną, produkowana od 1991[18]
- RAF-33111 – lekka ciężarówka skrzyniowa nośności 1 tony, z krótką kabiną, produkowana w latach 1991-1994[18]
- RAF-33113 – wersja pick-up z 1992 roku z długą 6-osobową kabiną i dwuskrzydłowymi drzwiczkami z tyłu skrzyni (małoseryjna)[18]
- RAF-Labbe – opancerzony bankowóz, z nadwoziem francuskiej firmy Labbe

Zestawienie nie jest wyczerpujące dla wersji małoseryjnych i prototypowych

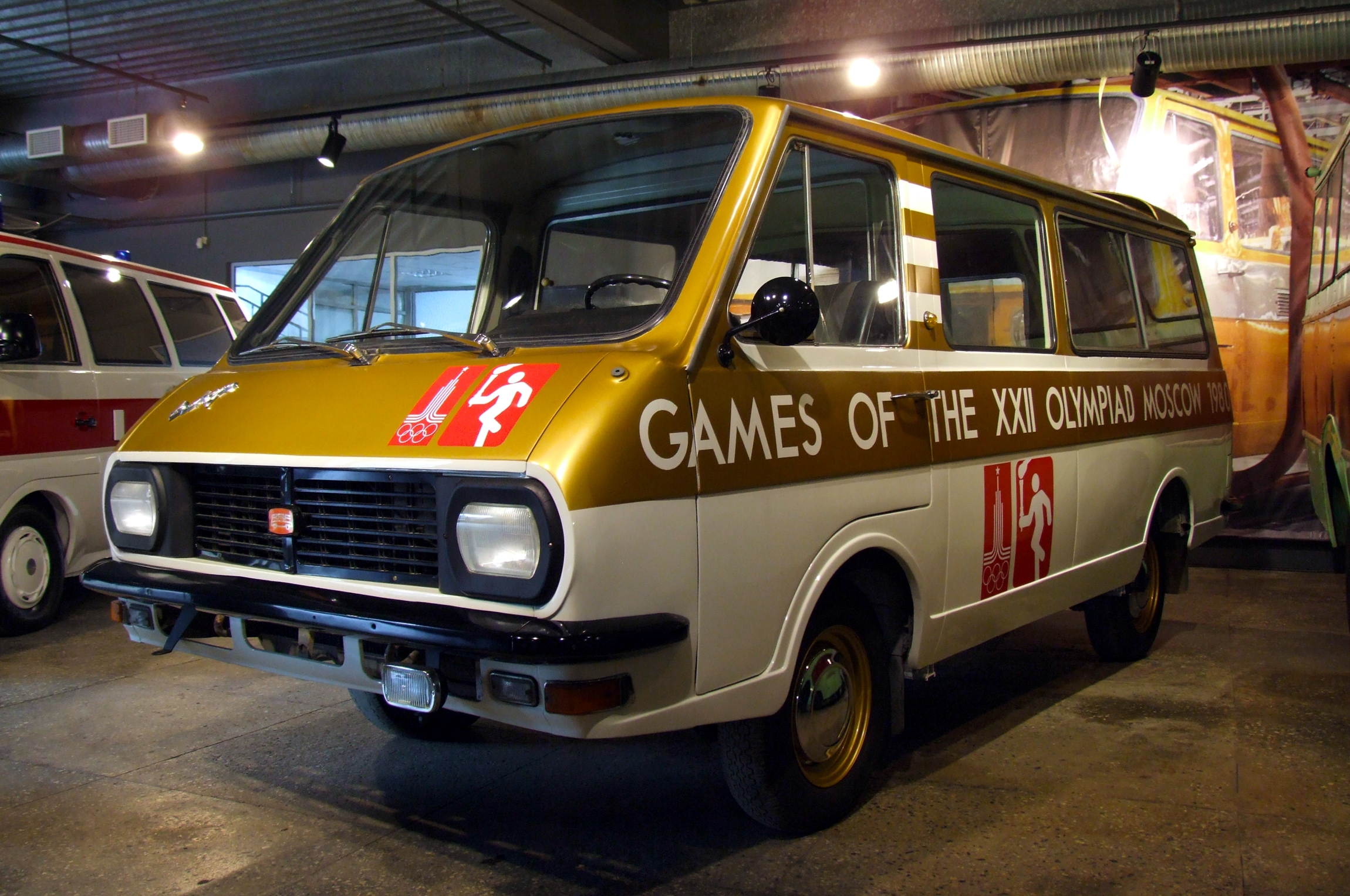
RAF-2907 – samochód eskorty ognia olimpijskiego

Specjalne wersje zbudowane dla potrzeb Letnich Igrzysk Olimpijskich w 1980 roku:
- RAF-2907 – samochód do eskorty biegaczy z ogniem olimpijskim, zawierający z tyłu wentylowany przedział z płonącymi zapasowymi pochodniami gazowymi (zbudowano 5)
- RAF-2908 – samochód sztabu organizacyjnego Olimpiady (zbudowano 15)
- RAF-2909 – wersja pick-up z długą 5-osobową kabiną, dla obsługi technicznej rowerów (zbudowano 90)
- RAF-2910 – samochód sędziowski dla biegu maratońskiego, o napędzie elektrycznym – nadwozie różniło się drzwiami do przedziału pasażerskiego z obu stron, w tylnej części był oddzielony przedział akumulatorów. Prędkość do 30 km/h (zbudowano 6)
- RAF-2911 – samochód sędziowski – nadwozie różniło się dwuskrzydłowymi drzwiami z tyłu i świetlną tablicą mocowaną na dachu (zbudowano 20)
- RAF-2913 – ruchome laboratorium medyczne (zbudowano 10)
- RAF-3407 – ciągnik siodłowy z krótką kabiną i dwoma otwartymi naczepami do wożenia ludzi po wiosce olimpijskiej (ogółem 40 siedzeń), używane później na Wystawie Osiągnięć Gospodarski Narodowej (zbudowano 10)

## Dane techniczne
Dane dla RAF-2203 – główne źródło:

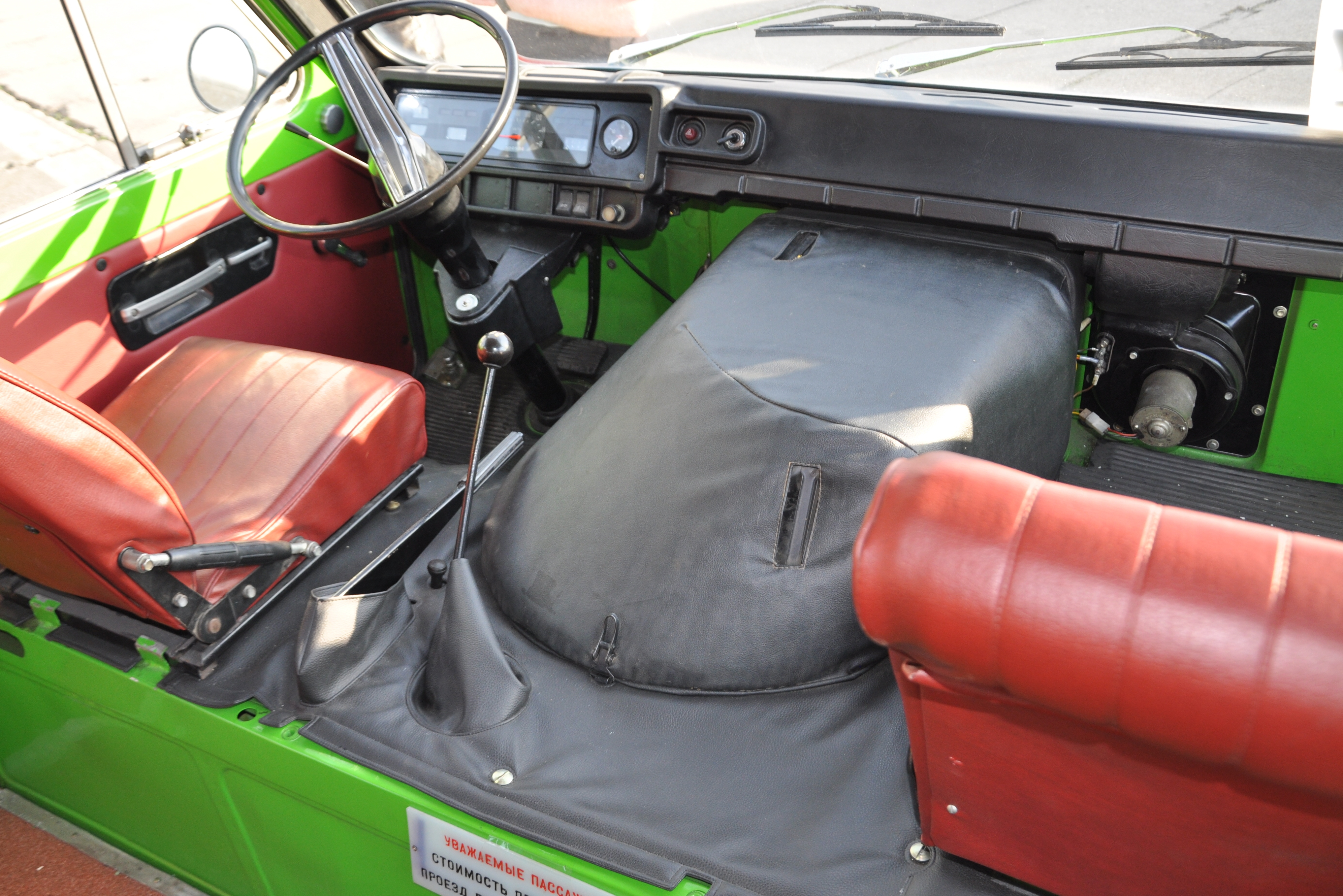
Przedział kierowcy RAF-2203

- Długość/szerokość/wysokość: 4940 / 2035[a] / 1970 mm[1]
- Rozstaw osi: 2630 mm[1]
- Rozstaw kół przód/tył: 1474 / 1420 mm
- Masa własna: 1750 kg
- Masa całkowita: 2710 kg
- Prześwit: 175 mm

- Silnik: ZMZ-2203 – gaźnikowy, 4-suwowy, 4-cylindrowy rzędowy, górnozaworowy, chłodzony cieczą, umieszczony podłużnie z przodu, napędzający koła tylne
- Pojemność skokowa: 2445 cm³
- Średnica cylindra x skok tłoka: 92 x 92 mm
- Moc maksymalna: 95 KM przy 4500 obr./min
- Maksymalny moment obrotowy: 19 kgf • m przy 2200-2400 obr./min
- Stopień sprężania: 8,2:1
- Gaźnik: K-126G
- Skrzynia przekładniowa mechaniczna 4-biegowa, synchronizowana, z dźwignią w podłodze
- Sprzęgło: suche jednotarczowe
- Przekładnia główna: przełożenie 4,1

- Zawieszenie przednie: niezależne, poprzeczne wahacze resorowane sprężynami, teleskopowe amortyzatory hydrauliczne
- Zawieszenie tylne: zależne, sztywna oś na podłużnych resorach półeliptycznych, teleskopowe amortyzatory hydrauliczne
- Hamulce: przednie i tylne bębnowe, hydrauliczne, ze wspomaganiem; hamulec ręczny mechaniczny na koła tylne
- Ogumienie: 185R15

- Prędkość maksymalna: 120 km/h
- Zużycie paliwa: 12 l/100 km przy V=40 km/h
- Promień skrętu (po śladzie koła): 5,9 m

## Galeria

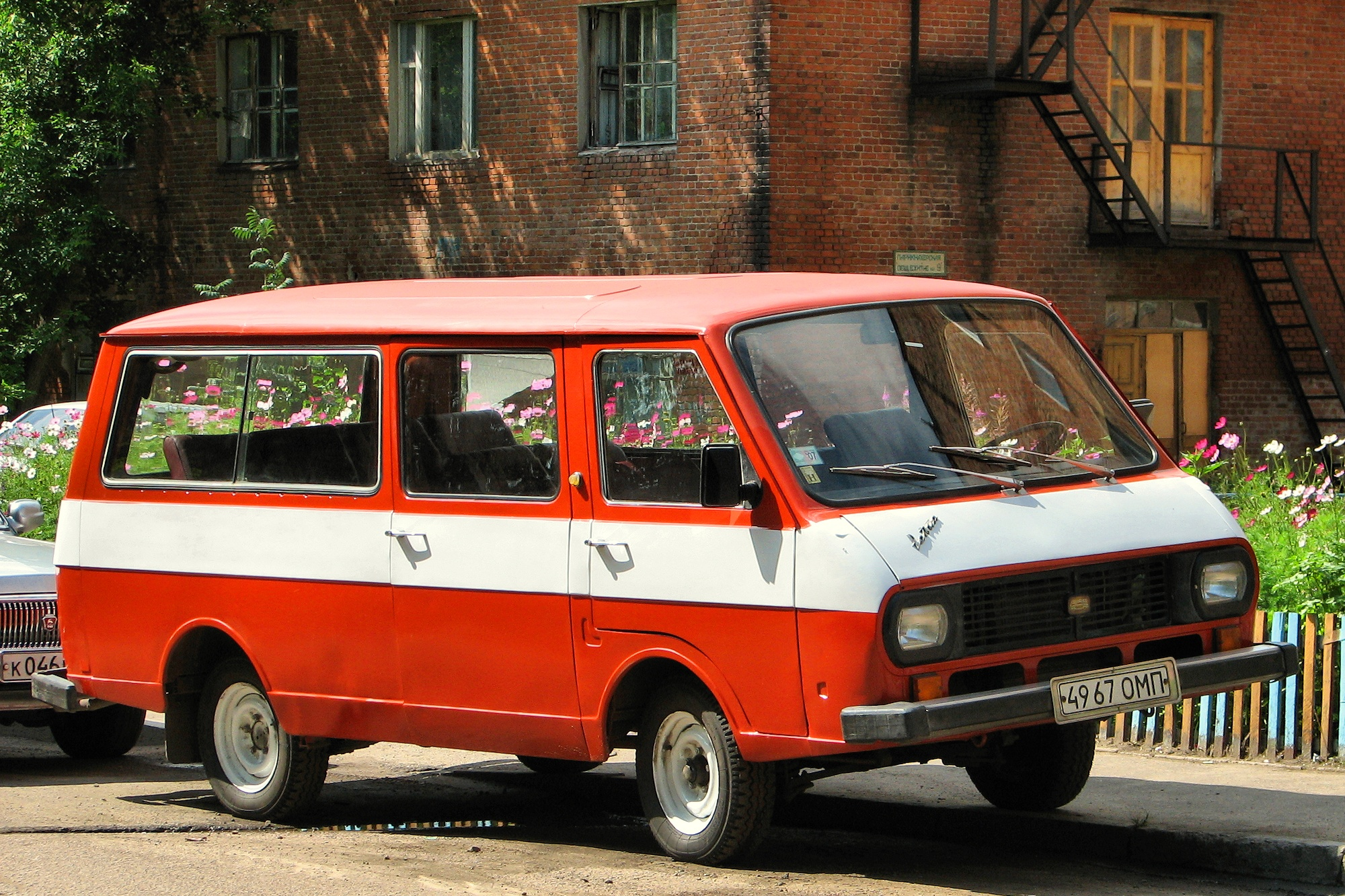
RAF-2203
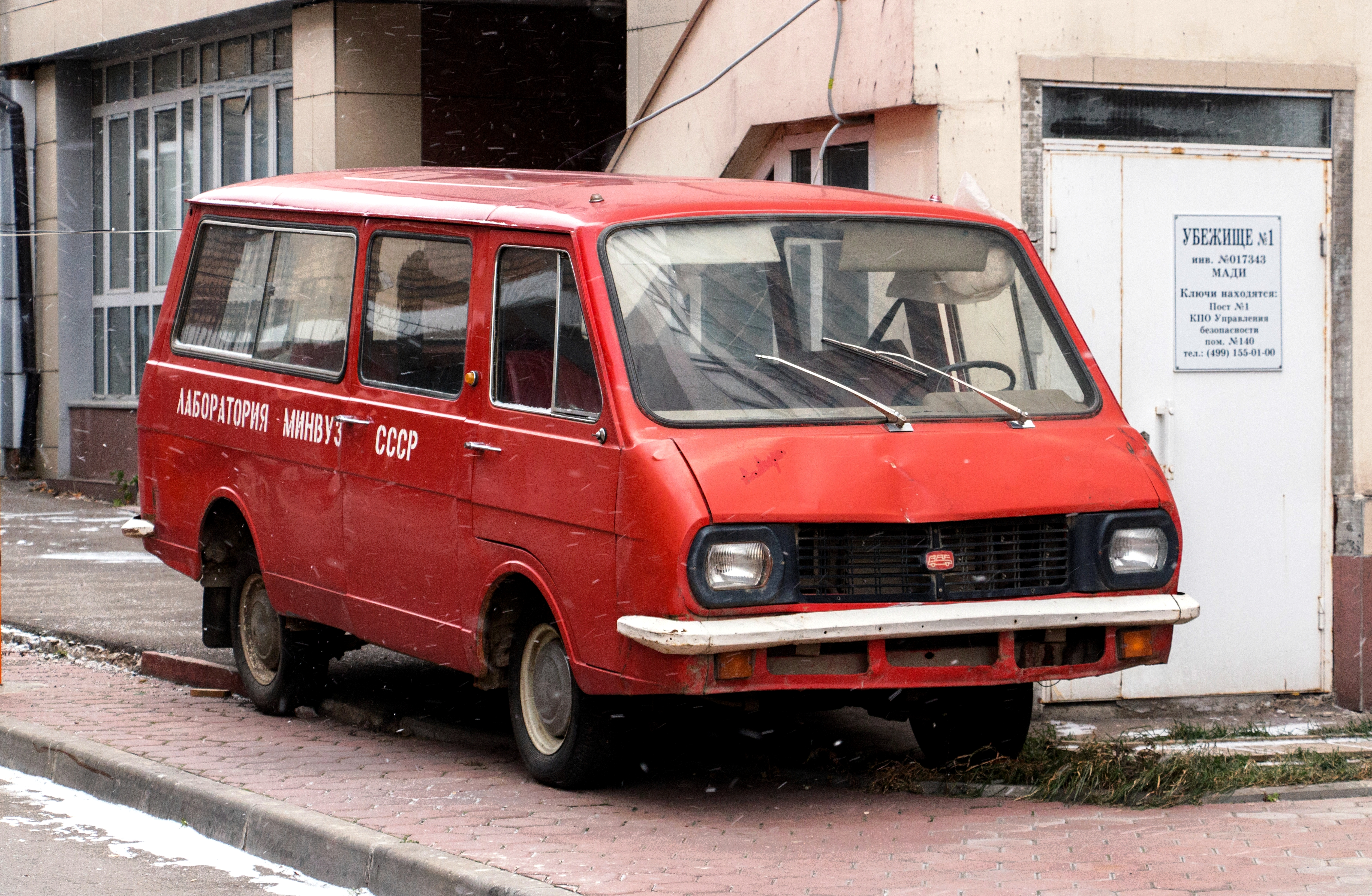
RAF-2203
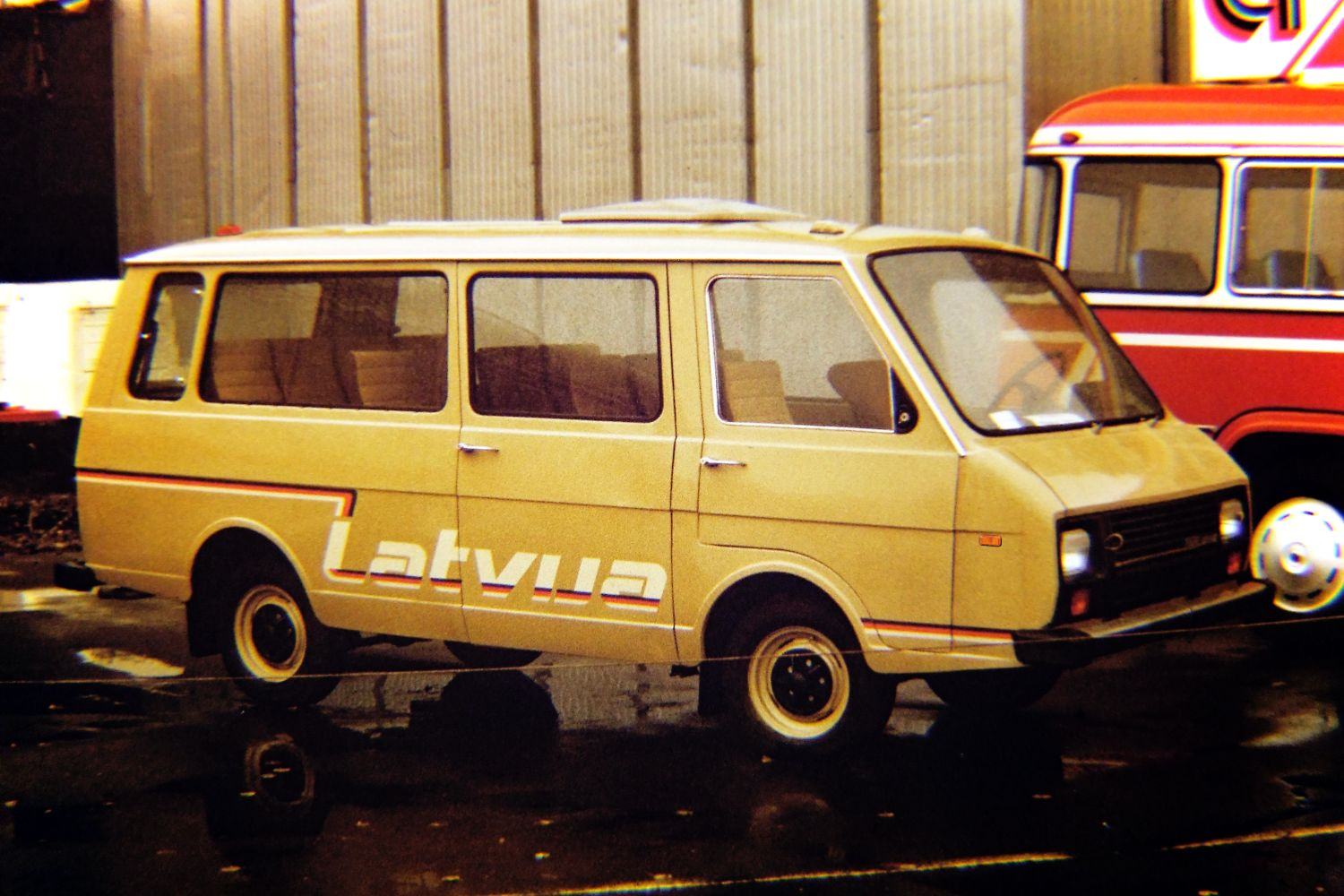
RAF-22038
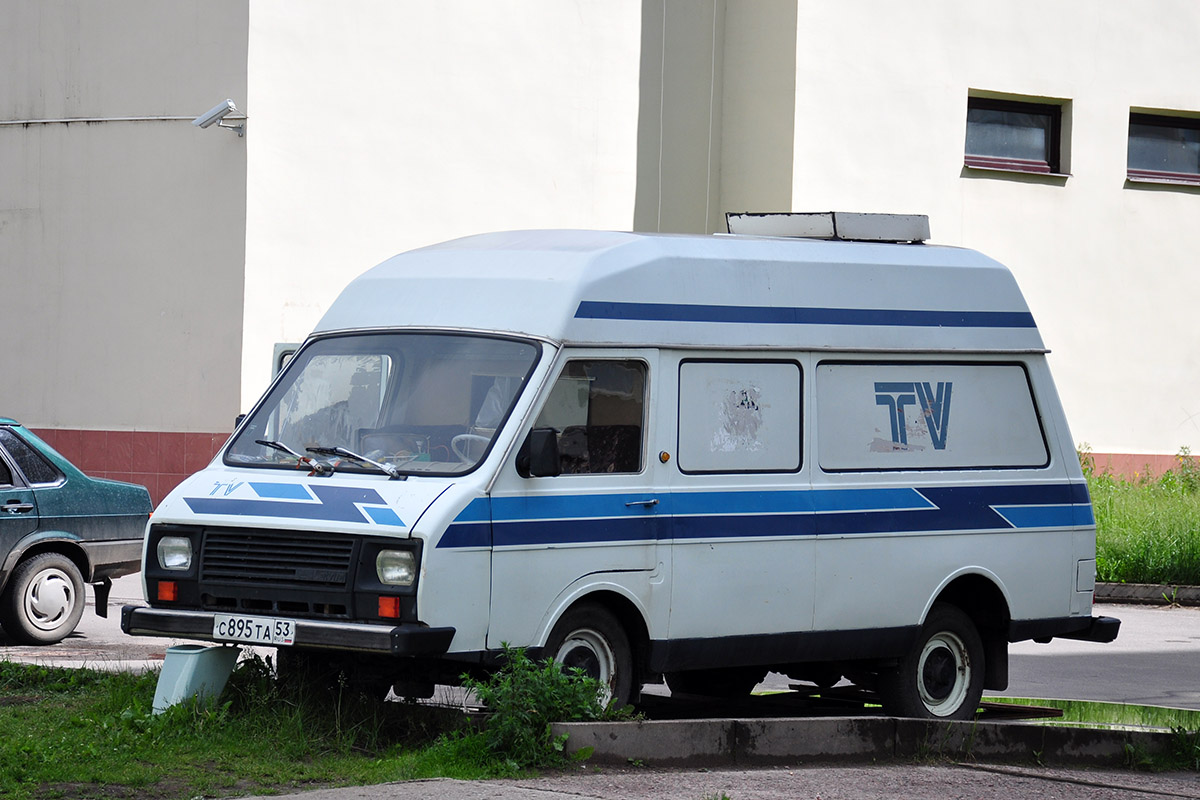
РАФ-22038-021
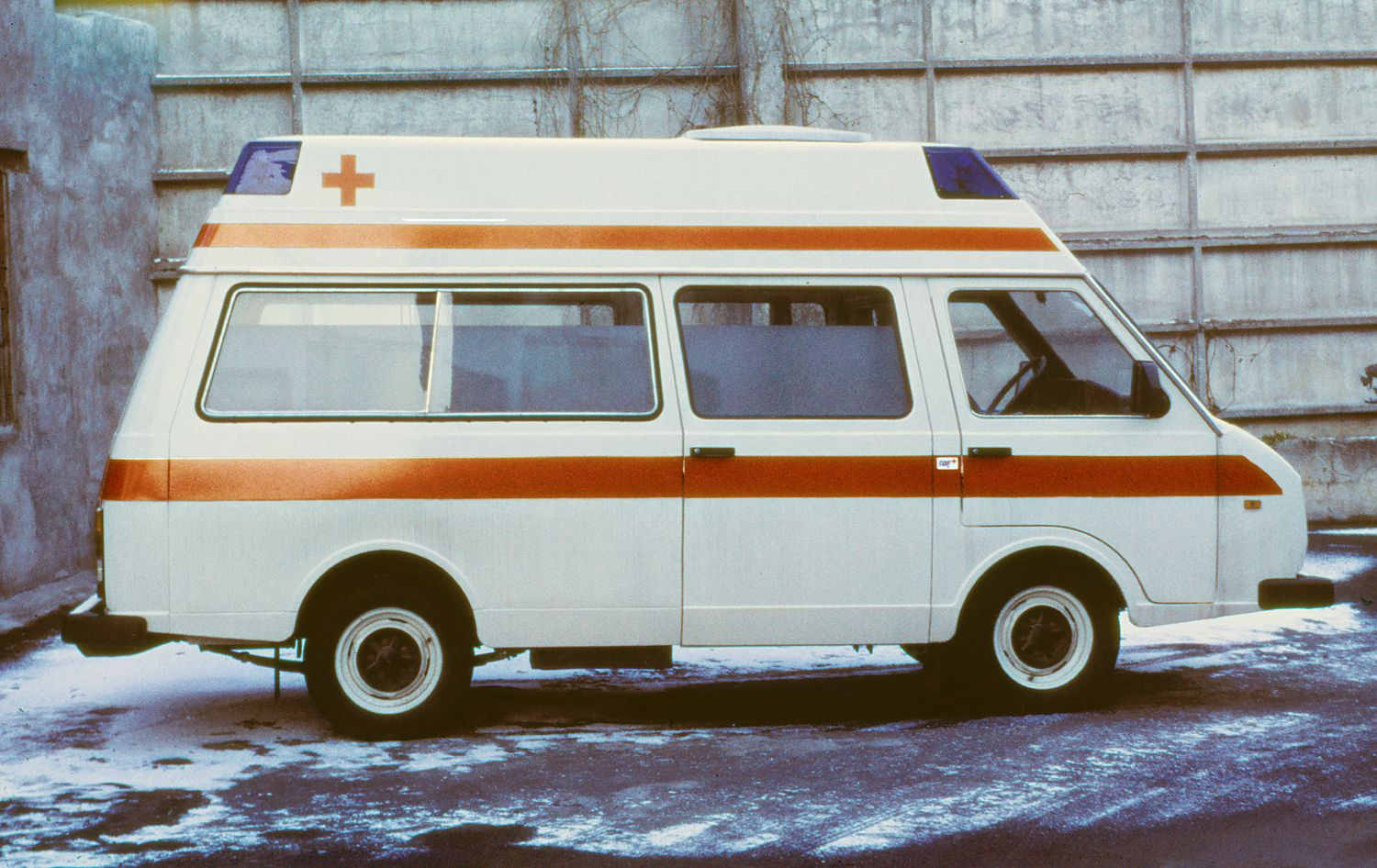
RAF-2914
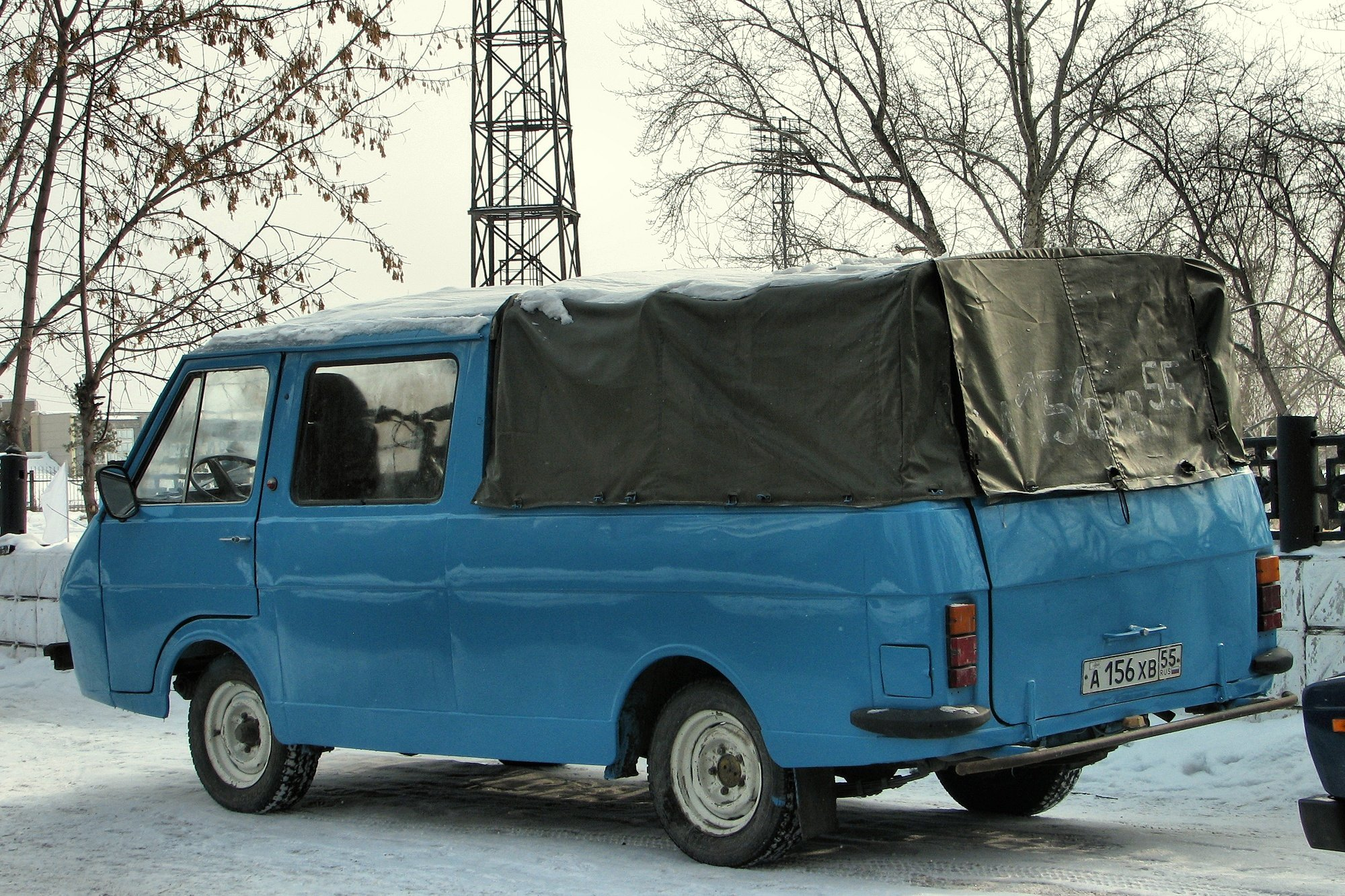
RAF-2909
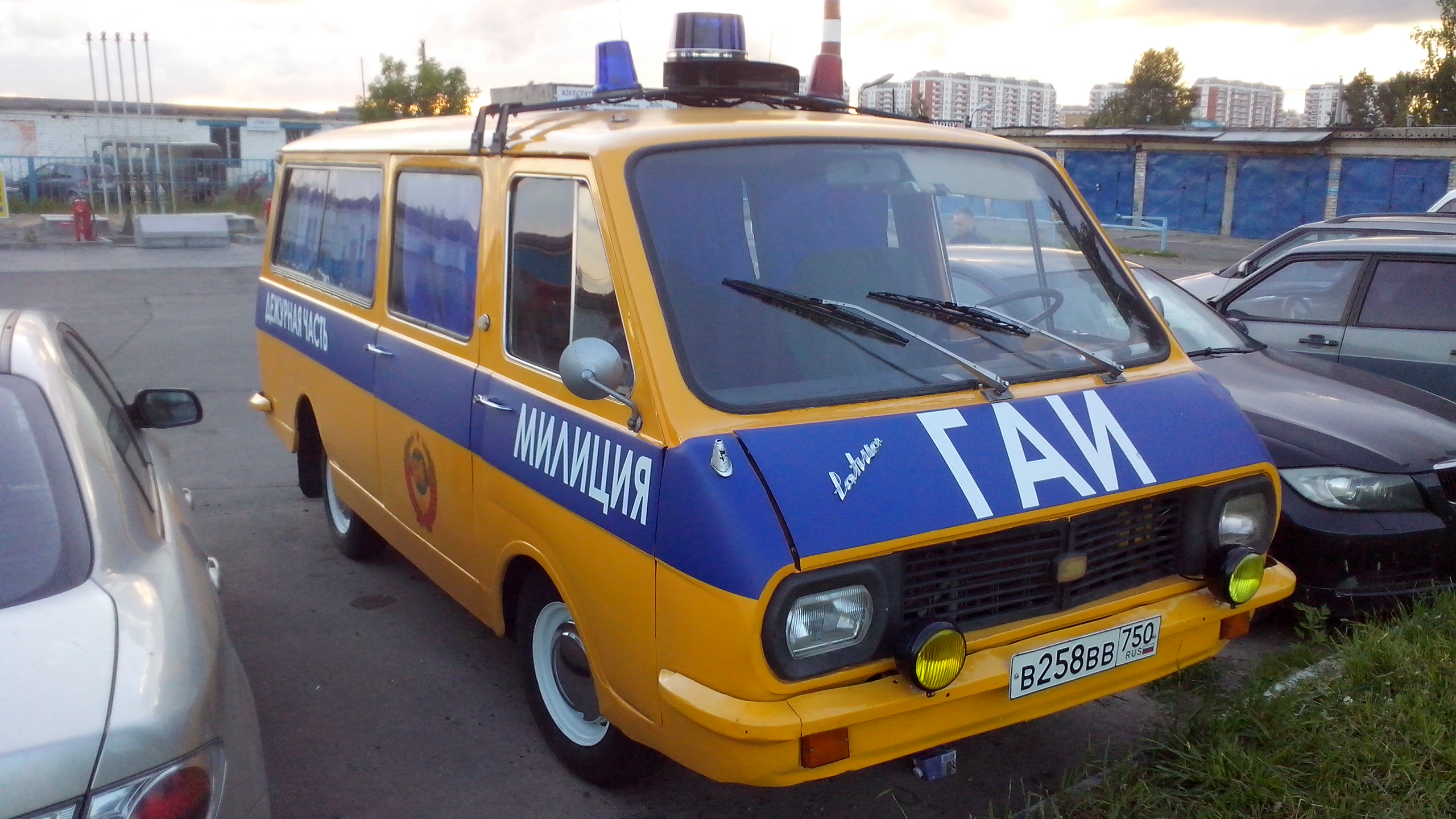
RAF-2203
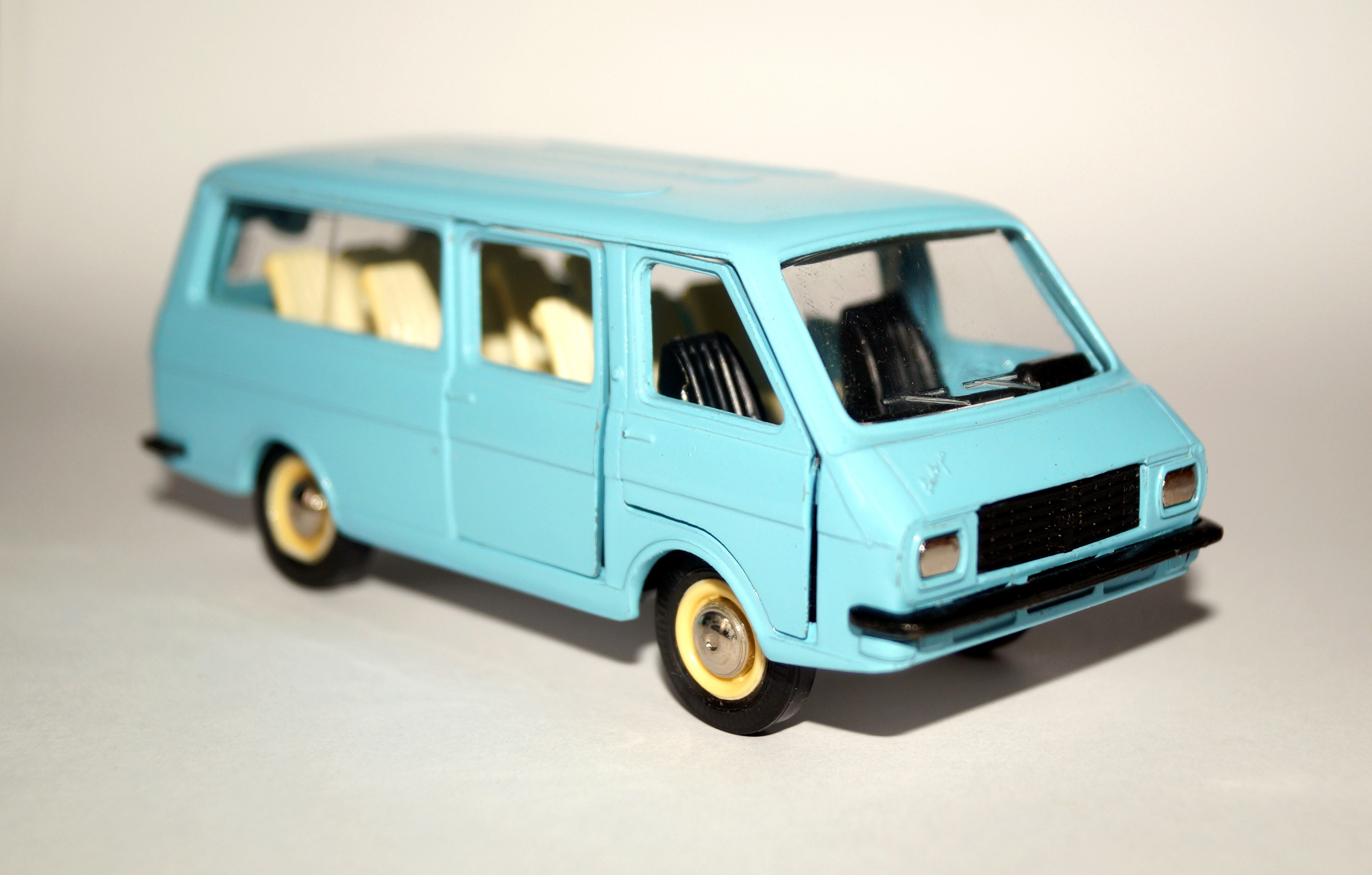
RAF-2203 1:43